# Gynopygoplax proserpina
Gynopygoplax proserpina är en insektsart som först beskrevs av White 1845.  Gynopygoplax proserpina ingår i släktet Gynopygoplax och familjen spottstritar. Inga underarter finns listade i Catalogue of Life.